# Skogstjärnen, Jämtland
Skogstjärnen är en sjö i Krokoms kommun i Jämtland och ingår i Indalsälvens huvudavrinningsområde. Skogstjärnen ligger i Gråberget-Hotagsfjällen Natura 2000-område.